# غو يوكوياما
غو يوكوياما (باليابانية: 横山剛؛ بالكانا: よこやま ごう) هو ملاكم كيك بوكسينغ ياباني، ولد في 29 يونيو 1983 في هيوغو في اليابان.